# 바인 미 까이

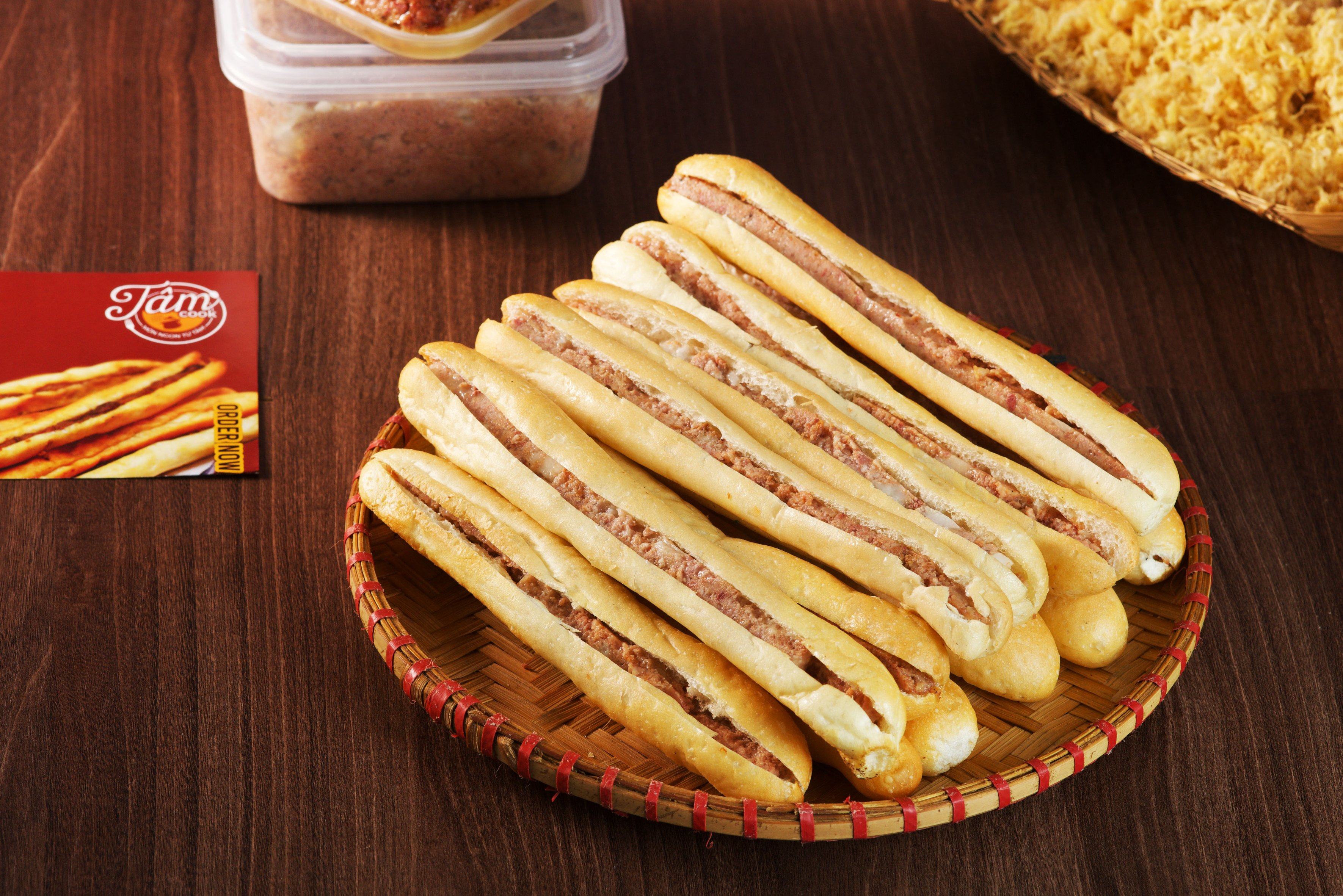
바인 미 까이

바인 미 까이(베트남어: bánh mì cay)는 베트남의 빵 요리이다. "매운 빵"이라는 뜻인데, 베트남어 "바인 미(bánh mì)"는 "빵"이라는 뜻이고 "까이(cay)"는 "맵다"는 뜻이다. "작은 막대기 빵"이라는 뜻의 바인 미 꾸애(베트남어: bánh mì que)로도 부른다. "꾸애(que)"가 "작은 막대기"를 뜻한다.
"매운 빵"이라 불리는 이유는 "찌 쯔엉(chí chương)"이라는 매운 소스를 곁들이기 때문이다. 일반 바인 미보다 훨씬 작고 가느다란 빵에 파테와 매운 소스를 넣어 만든다.
1980년대 하이퐁에서 만들어진 음식이며, 가벼운 간식이나 길거리 음식으로 인기가 좋다.